# گرات

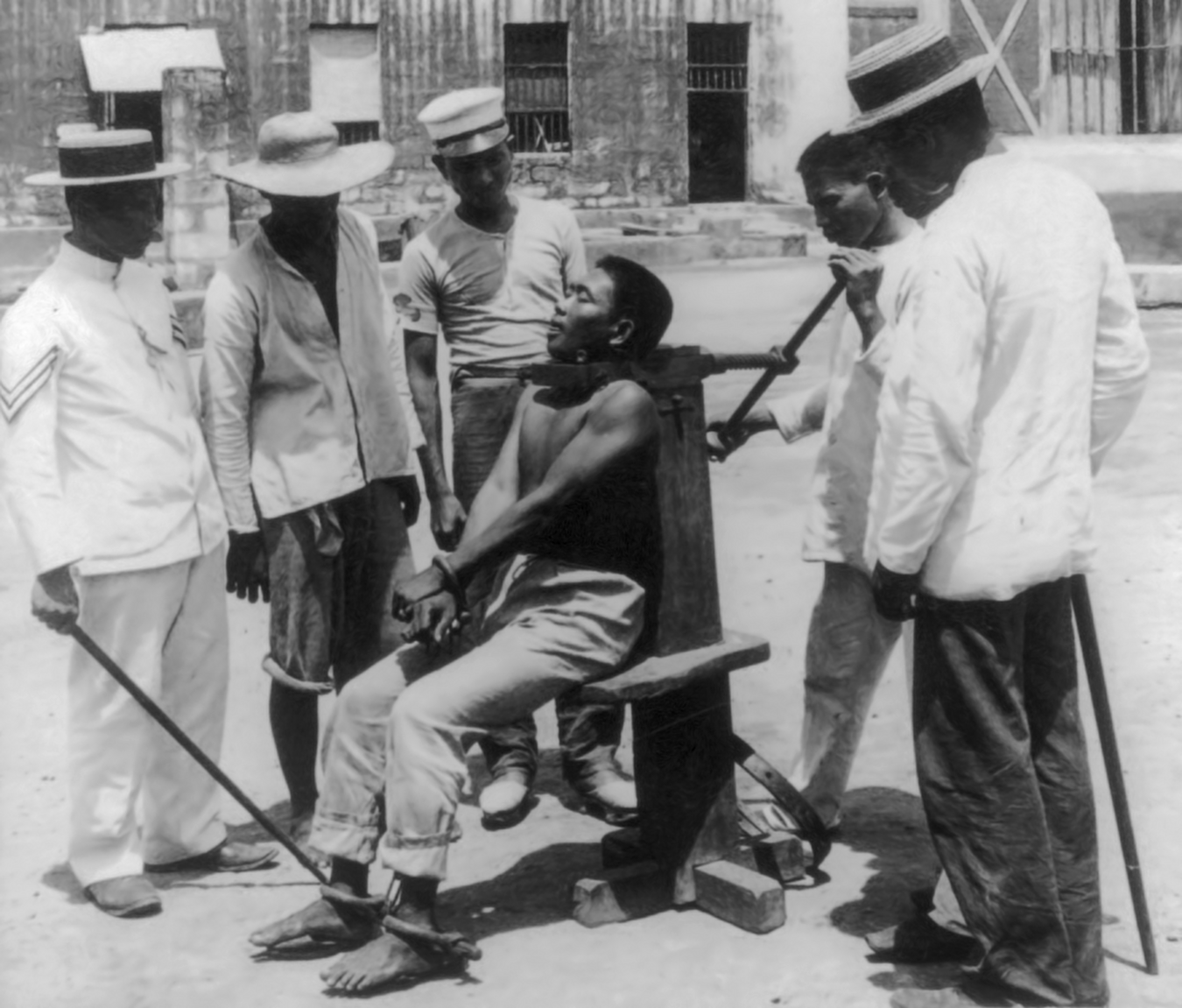
یک اعدام در سال ۱۹۰۱ در زندان قدیمی بیلیبید، مانیل، فیلیپین

گرات (با تلفظ انگلیسی) یا گارُتِه (با تلفظ اسپانیایی) (به اسپانیایی: garotte) سلاحی به شکل رگ‌بند از جنس زنجیر، طناب، شال، سیم یا نخ ماهیگیری است که برای خفه کردن به‌کار برده می‌شود.

## سلاح قتل

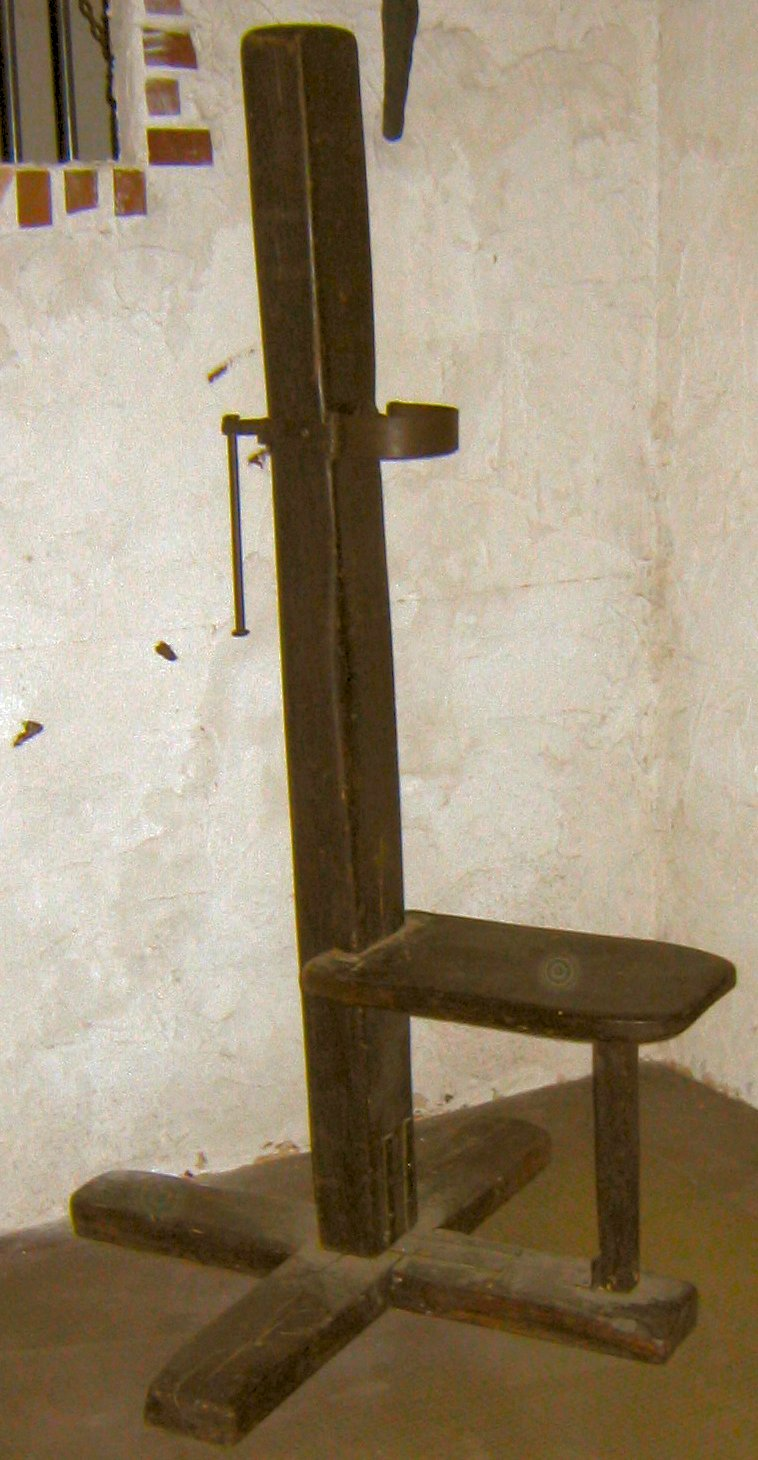
از موزه شکنجه فرایبورگ ایم بریسگائو

گرات را می‌توان از مواد مختلفی از جمله طناب، پارچه، بست کمربندی، نخ ماهیگیری، نایلون و سیم گیتار، تلفن یا پیانو ساخت. ممکن است از یک چوب برای سفت کردن گاروت استفاده شود. ریشه اسپانیایی این کلمه خود به چوب اشاره دارد. در اسپانیایی، این اصطلاح ممکن است به طناب و چوبی که برای فشردن اندام به عنوان وسیله شکنجه استفاده می‌شود اشاره داشته باشد.
از زمان جنگ جهانی دوم، گرات مانند یک سلاح توسط سربازان به عنوان وسیله ای بی‌صدا برای کشتن نگهبانان و دشمن استفاده شده‌است. آموزش استفاده از گرات‌های ساخته شده مخصوص و معمولی در آموزش بسیاری از واحدهای نظامی نخبه و نیروهای ویژه گنجانده شده‌است. گرات نظامی معمولی شامل دو دستهٔ چوبی است که به سیم انعطاف‌پذیری متصل شده‌اند. سیم روی سر شخص حلقه و در یک حرکت کشیده می‌شود. سربازان لژیون خارجی فرانسه از نوع خاصی از گرات دو حلقه (که به آن la loupe گفته می‌شود) استفاده کرده‌اند، که در آن یک سیم پیچ دوتایی از طناب یا ریسمان دور گردن قربانی انداخته شده و سپس کشیده می‌شود. حتی اگر قربانی یکی از سیم پیچ‌ها را بکشد، دیگری سفت می‌شود.

## دستگاه اعدام

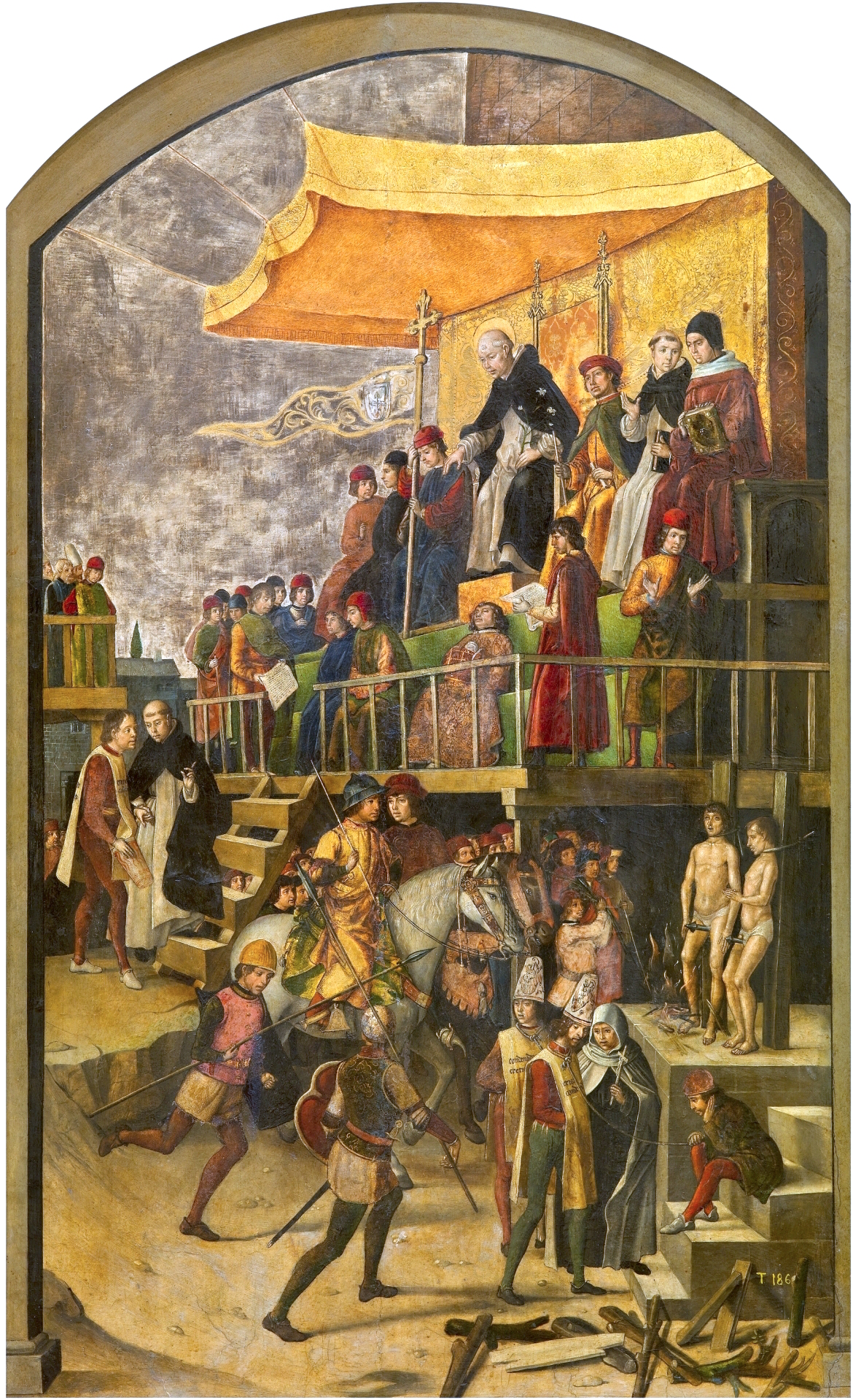
تصویری متعلق به قرن پانزدهم که سوزاندن آلبیژنی‌ها پس از یک اوتو دافه
را نشان می‌دهد که محکومان قبل از سوزانده شدن در گرات قرار داده شدند. این یکی از اولین تصاویر یک گرات است. پدرو بروگوئت، سنت دومینیک که ریاست یک اتودافه را بر عهده دارد.

به نظر می‌رسد که گرات (لاتین: laqueus) در قرن اول قبل از میلاد در روم مورد استفاده قرار گرفته‌است. در گزارش‌های توطئه دوم کاتیلینی به آن اشاره شده‌است، جایی که توطئه‌گرانی از جمله "Publius Cornelius Lentulus Sura" با "laqueus" در زندانی با نام تولیانوم (Tullianum) به این شیوه اعدام شدند، و این ابزار در برخی از نقش برجسته‌های اولیه نشان داده شده‌است. همچنین در قرون وسطی در اسپانیا و پرتغال استفاده می‌شد. این در طول تسخیر قاره آمریکا، به ویژه در اعدام امپراتور اینکا، آتاهوالپا استفاده شد.

## افراد مشهوری که توسط گرات اعدام شدند
| نام                     | سال             |
| ----------------------- | --------------- |
| وِرسینگِتوریکس            | ۴۶ قبل از میلاد |
| آتاهوالپا               | ۱۵۳۳            |
| دیه‌گو د آلماگرو         | ۱۵۳۸            |
| بنینو آندراده           | ۱۹۵۲            |
| میشل آنژولیلو           | ۱۸۹۷            |
| شاهزاده بایزید          | ۱۵۶۱            |
| لئوناردو براوو          | ۱۸۱۲            |
| خوزه آپولونیو بورگوس    | ۱۸۷۲            |
| Heinz Chez              | ۱۹۷۴            |
| خوان دیاز د گارایو      | ۱۸۸۱            |
| فرانسیسکو خاویر دی الیو | ۱۸۲۲            |
| Juan García Suárez      | ۱۹۵۹            |
| ماریانو گومز            | ۱۸۷۲            |
| خوزه ماریا خارابو       | ۱۹۵۹            |
| Julio López Guixot      | ۱۹۵۸            |
| نارسیسو لوپز            | ۱۸۵۱            |
| قره مصطفی پاشا          | ۱۶۸۳            |
| ماریانا د پیندا مونوز   | ۱۸۳۱            |
| سالوادور پویگ آنتیچ     | ۱۹۷۴            |
| پیلار پرادس             | ۱۹۵۹            |
| آنتونیو خوزه داسیلوا    | ۱۷۳۹            |
| توماسا تیتو کاندمایتا   | ۱۷۸۱            |
| Juan Vázquez Pérez      | ۱۹۵۶            |
| خاسینتو زامورا          | ۱۸۷۲            |